# Tilmann von Lyn
Tilmann von Lyn oder Leyn oder de Lynde (* um 1480/85 wahrscheinlich in Linn (Krefeld); † nach 1522) war ein Karmelit und früher Anhänger der Reformation in Straßburg.

## Leben
Tilmann von Lyn stammte aus einem Ort namens Linn, Linde o. ä; wegen seiner niederdeutschen Spracheigenarten kommen vor allem Linn am Niederrhein, heute Stadtteil von Krefeld, oder Lienden in der Betuwe als Geburtsort in Betracht. Aus diesem Ort stammte ein geldrisches Adelsgeschlecht mit dem Namen Lynden.
Der Name „Thiele van Lynde; Theilgin van Linde; Tilmann von Linden“ ist auch in Monreal bei Mayen belegt.
Da Tilmann im Karmeliterkloster Speyer als Novize in den Orden der Brüder der allerseligsten Jungfrau Maria vom Berge Karmel eintrat, trug er auch den Beinamen „de Spira“ („von Speyer“).
Tilmann studierte 1498 in Köln und 1499 in Trier Philosophie. 1500 wurde er Informator in Speyer und 1501 im Karmelitenkloster Mainz. 1502 bis 1504 war er Subprior und Cursor (Anwärter auf das Amt des Lesemeisters) in Speyer, 1505 und 1506 Cursor im sogenannten „Schwarz-Kloster“ der Karmeliten in Kreuznach, 1509 Cursor im Karmelitenkloster am Ort der heutigen Ludwigskirche in Straßburg und ab 1510 wieder Cursor in Speyer. 1510 wurde er in Speyer Lektor (Lesemeister). 1511 ist eine Predigt von Tilmannus de Lyn als Speyrer Lektor an der Universität Köln belegt. 1512 war er Lektor am Karmeliterkloster in Frankfurt am Main, 1513 bis 1514 in Straßburg, 1515 bis 1516 Subprior in Speyer, 1517 bis 1518 in Weinheim und 1519 erneut in Speyer. Anschließend kam Tilmann wieder in den Karmelitenkonvent in Straßburg und war dort 1520 Lektor.
Zusammen mit dem Augustiner Wolfgang Schultheiß (1491/92–1565), dem Prediger am Straßburger Münster Matthäus Zell und dem Leutpriester Symphorianus Pollio verbreitete er 1521 und 1522 die lutherische Lehre in Straßburg. Tilmann von Lyn scheint noch vor Zell der erste und anfangs der einzige evangelische Prediger in Straßburg gewesen zu sein. Unter dem Einfluss von Luthers Sendschreiben An den christlichen Adel deutscher Nation von des christlichen Standes Besserung (1521) kritisierte er das Papsttum, forderte den Glauben allein an Christus, die Abschaffung der Messe und setzte sich für die Priesterehe ein.
Nach der Veröffentlichung des Wormser Ediktes in Straßburg verbot ihm Jakob Steinmüller, Fiskal von Bischof Wilhelm III. von Hohnstein (1475–1541, reg. 1506), in Begleitung des Notars Johannes Eberhardi genannt Schenckbecher († 1540) am 28. Dezember 1521 das weitere Predigen und Beichtehören. Eine Verhaftung verhinderte der Prior Leonhard Knecht, weil Tilmann die Messe lese und für die Einkünfte des Klosters unverzichtbar sei. Anfang 1522 verfasste Tilmann eine Verteidigungsschrift an den Rat der Stadt. Das karmelitische Provinzialkapitel in Köln sprach Tilmann von Lyn am 7. Mai 1522 den Lektorengrad ab, untersagte ihm das weitere Predigen und ordnete seine Klosterhaft an. Mit ihm wurden drei weitere Brüder des Klosters zu Haftstrafen verurteilt. Am 1. Juli 1522 forderte die bischöfliche Kanzlei in Zabern den Prior Knecht auf, Tilmann aus dem Straßburger Orden zu entfernen.
Über das weitere Schicksal Tilmanns von Lyn ist nichts bekannt. Möglicherweise wurde er in ein anderes Kloster geschickt oder wirkte unter anderem Namen als lutherischer Prediger. Zell schrieb 1534 im Vorwort zum Katechismus von Martin Bucer, vor seiner – Zells – eigenen evangelischen Predigt in Straßburg sei nach dem Karmeliter (Tilmann von Lyn), der als Erster auftrat, der Augustiner (Wolfgang Schultheiß) „etwas dapfferer“ gewesen, aber beide hätten ihre Predigt „als bald wider abgestellet“.